# Plutino
Los plutinos son objetos transneptunianos que están en resonancia orbital 3:2 con Neptuno. Esto significa que efectúan dos órbitas alrededor del Sol al tiempo que Neptuno realiza tres órbitas. Por esto, aunque crucen la órbita del planeta gigante, este no los puede expulsar gravitatoriamente.
Como esta característica de resonancia la comparten con Plutón, estos cuerpos fueron denominados plutinos, es decir, "plutones pequeños". A partir del momento en que Plutón fue reclasificado como planeta enano en 2006, se lo consideró como uno más de los plutinos.
Los plutinos son aproximadamente la cuarta parte de los objetos conocidos del cinturón de Kuiper, ubicándose en su parte interior. También son la clase conocida más poblada de objetos transneptunianos resonantes. Aparte del propio Plutón, el primer plutino, (385135) 1993 RO, fue descubierto el 16 de septiembre de 1993.

## Órbitas

Algunos de los primeros plutinos conocidos comparados en tamaño, albedo y color.

### Origen
Se cree que los objetos que se encuentran actualmente en resonancia orbital media con Neptuno inicialmente siguieron una variedad de trayectorias heliocéntricas independientes. A medida que Neptuno emigró hacia afuera a principios de la historia del sistema solar, los cuerpos a los que se acercó se habrían dispersado; durante este proceso, algunos de ellos habrían sido capturados en resonancias. La resonancia 3:2 es una resonancia de orden bajo y, por lo tanto, es la más fuerte y estable entre todas las resonancias. Esta es la razón principal por la que tiene una población más grande que las otras resonancias neptunianas encontradas en el cinturón de Kuiper. La nube de cuerpos de baja inclinación más allá de las 40 unidades astronómicas desde el Sol, es la familia de los cubewanos, mientras que los cuerpos con excentricidades más altas (0.05 a 0.34) y semiejes mayores cercanos a la resonancia de Neptuno 3:2 son principalmente plutinos.

### Características orbitales

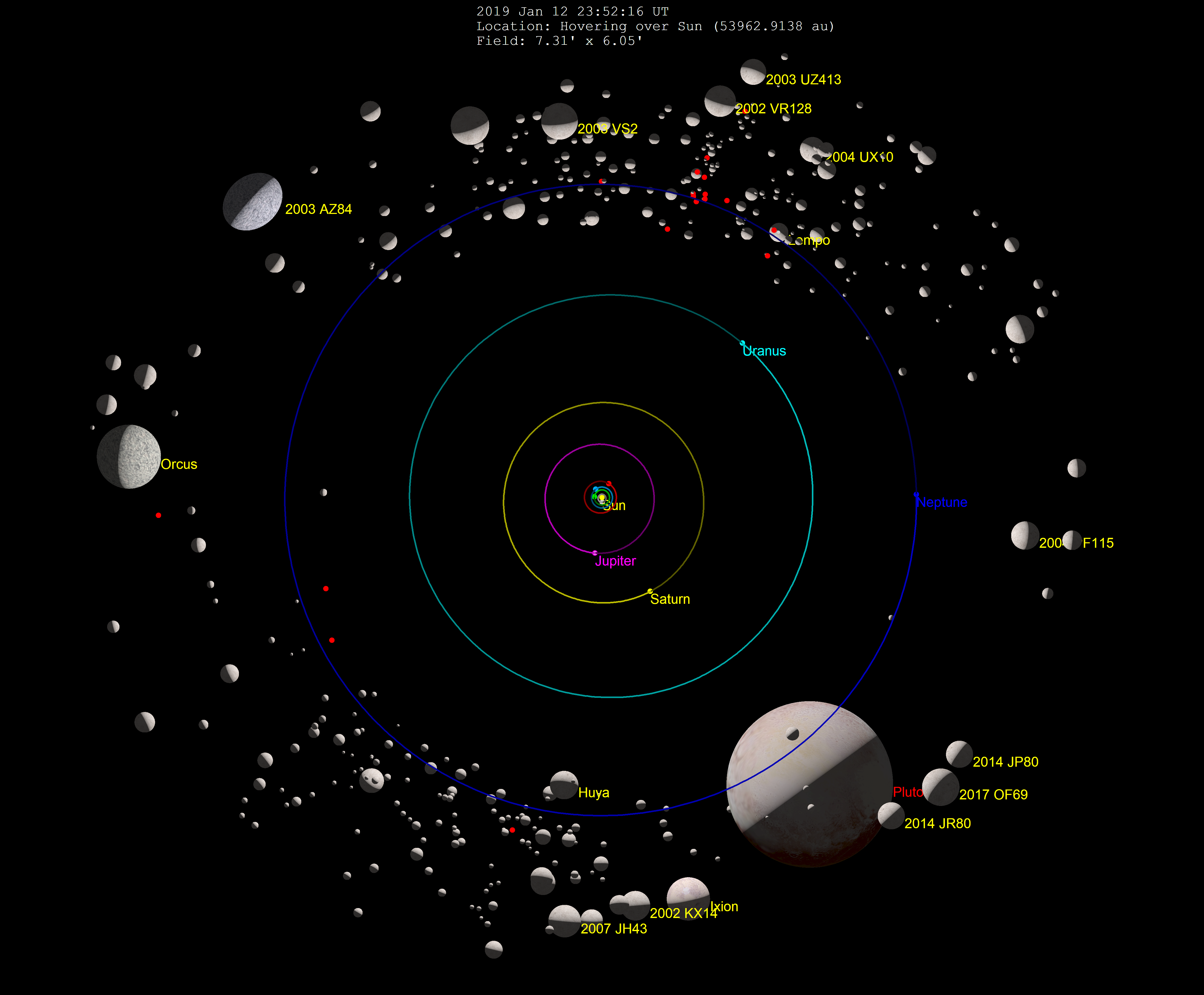
La distribución de plutinos, y tamaños relativos, dibujados 1 millón de veces más grandes.

Si bien la mayoría de los plutinos tienen inclinaciones orbitales relativamente bajas, una fracción significativa de estos objetos sigue órbitas similares a las de Plutón, con inclinaciones en el rango de 10–25º y excentricidades alrededor de 0.2-0.25. Tales órbitas dan como resultado que muchos de estos objetos tengan perihelios cerca o incluso dentro de la órbita de Neptuno, mientras que simultáneamente tienen afelios que los acercan al borde exterior del cinturón de Kuiper principal (donde se encuentran los objetos en una resonancia 1:2 con Neptuno, los twotinos).
Los períodos orbitales de los plutinos se agrupan alrededor de 247,3 años (1,5 × el período orbital de Neptuno), variando como máximo unos pocos años desde este valor.
Los plutinos inusuales incluyen:
- 2005 TV189, que sigue la órbita más inclinada (34.5°)
- (15875) 1996 TP66, que tiene la órbita más elíptica (su excentricidad es 0.33), con el perihelio a medio camino entre Urano y Neptuno
- (470308) 2007 JH43 sigue una órbita casi circular
- 2002 VX130 yace casi perfectamente sobre la eclíptica (inclinación inferior a 1.5°)

### Estabilidad a largo plazo
La influencia de Plutón sobre los otros plutinos se ha descuidado históricamente debido a su masa relativamente pequeña. Sin embargo, el ancho de resonancia (el rango de semiejes compatibles con la resonancia) es muy estrecho y solo unas pocas veces más grande que la esfera de Hill de Plutón (influencia gravitacional). En consecuencia, dependiendo de la excentricidad original, algunos plutinos finalmente serán expulsados de la resonancia por interacciones con Plutón. Las simulaciones numéricas sugieren que las órbitas de los plutinos con una excentricidad entre un 10% y un 30% menor o mayor que la de Plutón no son estables en escalas de tiempo de giga años.

## Diagramas orbitales

Los movimientos de Orcus y de Plutón en un sistema de referencia en rotación giratorio con un período igual al período orbital de Neptuno (manteniendo estacionario a Neptuno.)
Órbitas y tamaños de los plutinos más grandes (y la referencia al no plutino (119951) 2002 KX14. La excentricidad orbital está representada por segmentos que se extienden horizontalmente desde el perihelio hasta el afelio; la inclinación se muestra en el eje vertical.
La distribución de plutinos (y la referencia al no plutino 2002 KX14). Los pequeños insertos muestran histogramas para las distribuciones de inclinación y excentricidad orbital.

## La familia de los plutinos
El siguiente listado corresponde a algunos de los objetos de la categoría de los plutinos. 
| Objeto             | semieje mayor (a) UA | excentricidad (e) | inclinación (i) Grados | perihelio (q) UA | afelio (Q) UA |
| ------------------ | -------------------- | ----------------- | ---------------------- | ---------------- | ------------- |
| (15875) 1996 TP66  | 39,71                | 0,34              | 5,7                    | 26,38            | 53,05         |
| (19299) 1966 SZ4   | 39,82                | 0,26              | 4,7                    | 29,57            | 50,07         |
| 1996 RR20          | 40,05                | 0,19              | 5,3                    | 32,55            | 47,55         |
| (15788) 1993 SB    | 39,55                | 0,32              | 1,9                    | 26,91            | 52,18         |
| (15789) 1993 SC    | 39,88                | 0,19              | 5,2                    | 32,24            | 47,52         |
| (385135) 1993 RO   | 39,61                | 0,20              | 3,7                    | 31,48            | 47,73         |
| 1993 RP            | 39,33                | 0,11              | 2,8                    | 35,00            | 43,66         |
| (15810) 1994 JR1   | 39,43                | 0,12              | 3,8                    | 34,76            | 44,11         |
| (15820) 1994 TB    | 39,84                | 0,32              | 12,1                   | 27,05            | 52,63         |
| 1995 HM5           | 39,37                | 0,25              | 4,8                    | 29,48            | 49,26         |
| (24952) 1997 QJ4   | 39,65                | 0,22              | 16,5                   | 30,83            | 48,47         |
| 1995 KK1           | 39,48                | 0,19              | 9,3                    | 38,67            | 46,98         |
| (20108) 1995 QZ9   | 39,77                | 0,15              | 19,5                   | 33,70            | 45,85         |
| 1995 YY3           | 39,39                | 0,22              | 0,4                    | 30,70            | 48,08         |
| (118228) 1996 TQ66 | 39,65                | 0,13              | 14,6                   | 34,59            | 44,71         |
| Plutón             | 39,61                | 0,25              | 17,17                  | 29,58            | 49,30         |